# Tambasan Sang
Tambasan Sang (Schreibvariante: Tambasanasang und Tambasensang) ist eine Ortschaft im westafrikanischen Staat Gambia.
Nach einer Berechnung für das Jahr 2013 leben dort etwa 1398 Einwohner, das Ergebnis der letzten veröffentlichten Volkszählung von 1993 betrug 1092.

## Geographie
Tambasan Sang liegt in der Upper River Region (URR) im Distrikt Fulladu East. Der Ort liegt an einer Straße, die von Basse Santa Su, dem Sitz der Verwaltungseinheit URR, über Dempha Kunda führt. Tambasan Sang ist rund zehn Kilometer nordöstlich von Basse entfernt.

## Geschichte
In der Nähe der Ortschaft liegt das Tambasangsang Fort.

## Söhne und Töchter des Ortes
- Amadu Bansang Jobarteh (um 1915; † 2001), Koraspieler